# 21. februar
21. februar er dag 52 i året, i den gregorianske kalender. Der er 313 dage tilbage af året (314 i skudår). Findes ikke i år 1700 i Danmark pga. skift til ny kalender.
- Samuels dag. Samuel udvalgte og salvede kongerne Saul og David.
- Sankt Peters Aften (sønderjysk: Pers Auten) med båkebål (Biikebrennen) i Nordfrisland ved den slesvigske vestkyst.
- FN's sprogdag, international modersmålsdag.

### Begivenheder
Født - Dødsfald
- 362  - Athanasius af Alexandria vender tilbage til Alexandria.
- 1173 - Pave Alexander 3. kanoniserer Thomas Becket, ærkebiskop af Canterbury.
- 1598 - Boris Godunov krones til zar i Rusland.
- 1613 - Mikhail Romanov, søn af patriarken af Moskva, vælges til zar af Rusland; hermed grundlægges Romanov dynastiet, som regerer indtil revolutionen i 1917.
- 1808 - Rusland angriber Sverige ved Abborfors i Finland uden krigserklæring, hvorved Finlandskrigen indledes med belejringen af Loviisa.
- 1848 - Karl Marx og Friedrich Engels udgiver det Kommunistiske Manifest.
- 1916 - Slaget ved Verdun begynder. 1 million dør.
- 1940 - Det tyske luftvåben vil have lov til at besætte Ålborg lufthavn i forbindelse med angrebet på Norge. Adolf Hitler godkender, at Danmark besættes militært for at lette angrebet på Norge.
- 1943 - George 6. af Det Forenede Kongerige overrækker Sovjetunionen æressværdet som anerkendelse af indsatsen mod den tyske værnemagt under slaget om Stalingrad.
- 1960 - Fidel Castro nationaliserer alle virksomheder på Cuba.
- 1965 - Malcolm X, præst i  en moske i New York, leder af den amerikanske organisation Nation of Islam (ofte kaldt black muslims), skydes og dør.
- 1968 - En kreds af tidligere fanger stifter KRIM.
- 1972 - USA's præsident Richard Nixon rejser til Kina for at forbedre relationerne.
- 1975 - John N. Mitchell, John Ehrlichman og H.R. Haldeman idømmes fra 2½ til 8 års fængsel for deltagelse i Watergate-sagen.
- 1984 - USA's tropper begynder at trække sig tilbage fra Beirut, Libanon.
- 1985 - Isabel Perón trækker sig som leder af det peronistiske parti i Argentina.
- 1986 - Danmarkspremiere på Mit Afrika, filmatiseringen af Karen Blixens roman.
- 1987 - For første gang i historisk tid oplever Forenede Arabiske Emirater snevejr, nogle steder op til en halv meter sne.
- 1992 - Israel trækker sine tropper tilbage fra det sydlige Libanon
- 1997 - Hans Engell forlader posten som formand for Det Konservative Folkeparti.
- 2002 - Biolog Kåre Fog indgiver klage til Udvalgene vedrørende Videnskabelig Uredelighed over Bjørn Lomborg. Det sker på udløbsdatoen for ansøgning om stillingen som direktør for Institut for Miljøvurdering.
- 2002 - Voldsomt snevejr med blæst og drivedannelser får mange bilister til at køre i grøften.
- 2006 - Den frygtede fugleinfluenza H5N1 når til Ungarn og Kroatien.
- 2008 - Det største jordskælv målt i Norge finder sted ud for Svalbard med en styrke på 6,2 på Richterskalaen.

### Født
- 1728 - Peter 3., russisk zar (død 1762).
- 1791 - Carl Czerny, østrigsk pianist og komponist (død 1857).
- 1836 - Léo Delibes, fransk komponist. (død 1891)
- 1862 - H.P. Hanssen, dansk politiker og organisator af den sønderjyske sag (død 1936).
- 1866 - August von Wassermann, tysk bakteriolog (død 1925).
- 1875 - Jeanne Calment, verdens ældste person nogensinde (død 1997).
- 1893 - Andrés Segovia, spansk guitarist (død 1987).
- 1895 - Henrik Dam, dansk biokemiker og modtager af Nobelprisen i medicin (død 1976).
- 1902 - Edgar Kant, estisk geograf (død 1978).
- 1903 - Anaïs Nin, fransk forfatter (død 1977).
- 1903   - Raymond Queneau, fransk romanforfatter (død 1976).
- 1907 - W.H. Auden, engelsk forfatter (død 1973).
- 1909 - Hans Erni, schweizisk maler, designer og billedhugger (død 2015).
- 1921 - John Rawls, amerikansk filosof (død 2002).
- 1924 - Robert Mugabe, første premierminister i Zimbabwe (død 2019).
- 1925 - Sam Peckinpah, amerikansk filminstruktør (død 1984).
- 1927 - Erma Bombeck, amerikansk humorist (død 1996).
- 1927   - Hubert de Givenchy, fransk greve (død 2018).
- 1929 - Niels Anker Kofoed, dansk landmand, politiker og tidligere minister (død 2018).
- 1930 - Kirsten Hermansen, dansk sopran (død 2015).
- 1933 - Nina Simone, amerikansk soulsanger og pianist (død 2003)
- 1934 - Rue McClanahan, amerikansk skuespillerinde (død 2010).
- 1937 - Harald 5., norsk konge.
- 1941 - Bent Bertramsen, dansk tv-vært og nyhedsoplæser (død 1997).
- 1942 - Jesper Hoffmeyer, dansk professor i biosemiotik (død 2019).
- 1944 - Hans Gammeltoft-Hansen, dansk folketingsombudsmand og jurist.
- 1945 - Lisbeth Balslev, dansk operasangerinde.
- 1945   - Niels Vigild, dansk skuespiller (død 2022).
- 1946 - Tyne Daly, amerikansk skuespillerinde.
- 1946   - Helle Merete Sørensen, dansk skuespillerinde.
- 1946   - Anthony Daniels, engelsk skuespiller.
- 1946   - Alan Rickman, engelsk skuespiller (død 2016).
- 1946   - Jakob Lange, dansk studiechef.
- 1949 - Ronnie Hellström, svensk fodboldspiller (død 2022).
- 1949   - Henrik Strube, dansk musiker.
- 1953 - Pia Raug, dansk sangerinde og sangskriver.
- 1955 - Kelsey Grammer, amerikansk skuespiller.
- 1959 - Hanne-Vibeke Holst, dansk forfatterinde.
- 1961 - Christopher Atkins, amerikansk skuespiller.
- 1964 - Nikolaj Bentzon, dansk komponist og pianist.
- 1970 - Marina Bouras, dansk skuespillerinde.
- 1974 - Roberto Heras, spansk cykelrytter.
- 1974   - Benjamin Koppel, dansk saxofonist.
- 1979 - Jennifer Love Hewitt, amerikansk skuespillerinde.
- 1980 - Signe Livbjerg, dansk sejler.
- 1983 - Mélanie Laurent, fransk skuespillerinde.
- 1983 - Camille-Cathrine Rommedahl, dansk skuespillerinde.
- 1989 - Corbin Bleu, amerikansk skuespiller.
- 1990 - Cory Kennedy, amerikansk internet-berømthed.
- 1996 - Søren Bjerg, dansk professionel League of Legends-spiller.

### Dødsfald
- 1437 - Jakob 1., skotsk konge (født 1394) - myrdet.
- 1612 - Christian Barnekow, dansk adelsmand og diplomat (født 1556).
- 1677 - Baruch de Spinoza, hollandsk filosof (født 1632).
- 1951 - Lilian Ellis, dansk skuespiller og danser. (Født 1907).
- 1965 - Malcolm X, amerikansk aktivist (født 1925) - myrdet.
- 1968 - Gunnar Lauring, dansk skuespiller. (Født 1905).
- 1984 - Mikhail Aleksandrovitj Sjolokhov, sovjetisk forfatter og modtager af Nobelprisen i litteratur (født 1905).
- 1991 - Margot Fonteyn, engelsk balletdanser (født 1919).
- 1993 - Inge Lehmann, dansk seismolog (født 1888).
- 1995 - Bjarne Henning-Jensen, dansk filminstruktør og manuskriptforfatter (født 1908).
- 1996 - Lili Lani, dansk skuespillerinde (født 1905).
- 1998 - Leo Capato, mundharmonikaspiller (født 1933).
- 1999 - Jørgen Leschly Sørensen, dansk fodboldspiller (født 1922).
- 2007 - Carl-Henning Pedersen, dansk maler (født 1913).
- 2008 - Ben Chapman, amerikansk skuespiller (født 1925).
- 2013 - Hasse Jeppson, svensk fodboldspiller (født 1925).
- 2018 - Billy Graham, amerikansk vækkelsesprædikant (født 1918).
- 2019 - Peter Tork, amerikansk musiker (født 1942).

|  | Denne datoartikel kan blive bedre, hvis der indsættes et (bedre) billede Du kan hjælpe ved at afsøge Wikimedia Commons for et passende billede eller uploade et godt billede til Wikimedia Commons iht. de tilladte licenser og indsætte det i artiklen. |